# 紐厄爾 (加利福尼亞州)
紐厄爾（英語：Newell）是位於美國加利福尼亞州莫多克縣的一個人口普查指定地區。

## 地理
紐厄爾的座標為41°53′18″N 121°22′20″W / 41.88833°N 121.37222°W，而該地最高點為海拔高度1232米（即4042英尺）。

## 人口
根據2010年美國人口普查的數據，紐厄爾的面積為6.249平方千米，當中陸地面積為6.234平方千米，而水域面積為0.015平方千米。當地共有人口449人，而人口密度為每平方千米71人。